# Hubbard Brook Experimental Forest

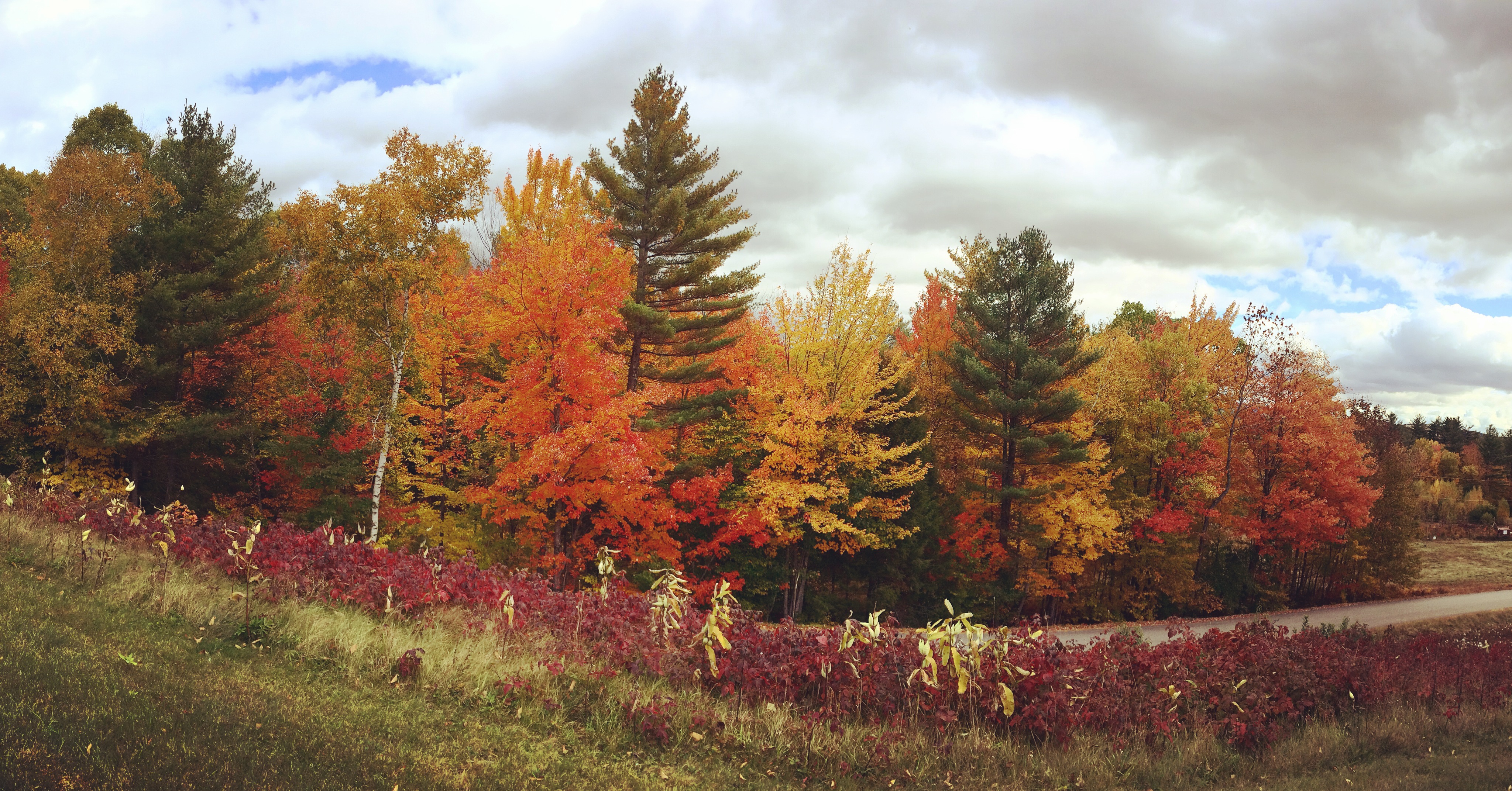
Hubbard Brook Experimental Forest (2015)

Der Hubbard Brook Experimental Forest ist ein Waldgebiet entlang des Hubbard Brook im Südwesten der White Mountains in New Hampshire, das als Freilandlabor für ökologische Forschungsvorhaben dient. Er liegt im Gebiet von Woodstock im Grafton County. Die Gründung erfolgte 1955 durch die United States Forest Service, um die Beziehungen zwischen Wäldern einerseits und Grundwassermengen und Wasserqualität andererseits zu untersuchen.

## Forest land management
1955 wurde der erste Abschnitt des Areals entlang der Hubbard Brook Wasserscheide, westlich von West Thornton, ausgezeichnet. Das Gebiet wurde ab 1956 mit Messgeräten versehen. Nach und nach wurden sieben Quellen und ihre Wasserscheiden abgegrenzt. Jede dieser Zonen wird als ein eigenständiges Ökosystem angesehen. Da der Ausfluss von Wasser, Mineralien und im Wasser lebenden Organismen einer jeden Wasserscheide gemessen werden kann, kann man die Einflüsse auf experimentelle Veränderungen bestimmen.

## Die Hubbard Brook Ökosystemstudien
Während der ersten fünf bis sechs Jahre nach seiner Gründung wurde das HBEF für Forschungen im Bereich der Forstwirtschaft genutzt. Bald wurde aber sein Wert für die Ökosystemforschung klar und Wissenschaftler großer Universitäten begannen sich für das Projekt zu interessieren. Die Arbeiten in Hubbard Brook ermutigten  Wissenschaftler dazu, die experimentelle Ökosystemforschung an großen und komplexen Objekten voranzutreiben. Die Forschungsarbeiten im HBEF halfen bei der Klärung irritierender Umweltprobleme, insbesondere erhellten sie die negativen Auswirkungen des Sauren Regens. 

### Forschungsgeschichte
Die Experimentellen Methoden in Hubbard Brook wurden zuerst von Herbert Bormann vom Dartmouth College entwickelt, der schon in den fünfziger Jahren Studenten in den White Mountain National Forest für botanische Feldforschung mitnahm. Er wurde dabei von Robert Pierce, einem Forstwissenschaftler, unterstützt. Ab etwa 1960 beteiligten sich auch der Ökologe Gene Likens und der Geologe Noye M. Johnson von Dartmouth an dem Projekt. Sie erhielten 1963 erstmals $60.000 für eine Studie zum "Hydrological-Mineral Cycle Interaction in a Small Watershed" von der National Science Foundation. Daraus entwickelte sich unter dem Namen "Hubbard Brook Ecosystem Study" (kurz HBES) eine langfristige Forschungsförderung. Die ersten Formen des Ökosystem-Monitorings zielten darauf ab, die Auswirkungen forstwirtschaftlicher Eingriffe auf Wassermenge und -qualität zu untersuchen. Diese Untersuchungen waren die Grundlage für die folgenden aufwändigeren Untersuchungen. Das HBES hat in der Folge über 2000 Publikationen hervorgebracht. Die wichtigste war eine Studie zum sauren Regen. Seit 1988 dient der HBEF als eine "Long-Term Ecological Research (LTER) Site" und verfügt über einen der größten Datensätze zur ökologischen Forschung. Zur Zeit dient das Areal Wissenschaftlern von zahlreichen Universitäten wie Dartmouth College, Yale University, Cornell University, Syracuse University, SUNY ESF, University of New Hampshire, Keene State College und University of Vermont für ihre Forschungen. Die "Hubbard Brook Research Foundation" bietet Wissenschaftlern während ihrer Arbeit auf einer Farm nahe dem "Mirror Lake" Unterkunftsmöglichkeiten.

## Hubbard Brook Ökosystem
Das Hubbard Brook Areal befindet sich am Rande des White Mountain National Forest westlich des Pemigewasset River in der Nähe der Stadt Woodstock, New Hampshire. Es ist über den Interstate 93 zu erreichen. Der Wald beherbergt neun Wasserscheiden, die das Wasser des Waldes abführen und über den Mirror Lake in Thornton in den Pemigewasset leiten. Das Forschungsareal ist 3160 Hektar groß und liegt zwischen 222 und 1015 m ü. NN.  

### Wald
Der Wald im Hubbard Brook ist größtenteils eine Mischung von nördlich vorkommenden Harthölzern (80–90 %) und Balsam-Tanne sowie Amerikanische Rot-Fichte (Picea rubens) (10–20 %, in den höheren Lagen). Amerikanische Buche (Fagus grandifolia), Gelb-Birke (Betula allegheniensis) und Zucker-Ahorn (Acer saccharum) finden sich am häufigsten in Lagen um 500 bis 700 m. Vermont-Ahorn (Acer spicatum), Streifen-Ahorn (Acer pensylvanicum) und Amerikanische Zitterpappel (Populus tremuloides) wachsen auf unterschiedlichen Höhen. Aufgrund der harten Winter beträgt die Regenerationszeit Jahrzehnte. Bereits im 18. Jahrhundert wurde mit der Abholzung begonnen. Bis 1920 waren ca. 470.000 m³ Nutzholz geschlagen worden.

### Böden
Die Böden des Hubbard Brook sind hauptsächlich gut-gewässerter Spodosol, der von Geschiebemergel abstammt und mit sandhaltigem Lehm einen Eluvialhorizont bildet. Der Waldboden in Hubbard Brook wird durch das Vorliegen aller Subhorizonte gekennzeichnet. Es findet sich überwiegend Humus mit lockerem Humus in Lagen unter 600 m mit Ahornbewuchs. Er ist sauer (pH 4.5) und ziemlich unfruchtbar. Aluminium und Eisen werden üblicherweise in die tieferen Bodenlagen ausgelaugt. Silikate werden behalten und mischen sich gelegentlich mit dem Waldboden. Die Bodentiefen sind sehr unterschiedlich. In höheren Lagen ist die Humusschicht dünn und liegt häufig über sandigem unsortierten Material.

### Klima
Pro Jahr fällt etwa 1400 mm Regen, davon ein Drittel als Schnee im Winter. Im Januar beträgt die Durchschnittstemperatur −9 °C und im Juli 18 °C. Es gibt 145 frostfeie Tage. Die Vegetationsperiode ist nicht länger als vier Monate (Mitte Mai bis Mitte September).

## Forschungsgebiete
1. Hydrologie: Wasserbewegungen innerhalb des Ökosystems, Schneefallanalysen und Langzeituntersuchungen von Vereisungen.
2. Umweltfaktoren, die den Baumwuchs beeinflussen und Auswirkungen der Abholzung auf den Mineralhaushalt.
3. Umweltfaktoren, die das Verhalten von Vögeln und Insektenpopulationen beeinflussen, dies unter Berücksichtigung von Vermehrungsraten.
4. Auswirkungen des sauren Regens auf den Mineralhaushalt des Bodens und in der Folge auf das Wurzelsystem der Pflanzen.
5. Stoffwechsel des Stickstoffs, Schwefels, Phosphors, Quecksilbers, Kalziums und Kohlenstoffs und Auswirkungen von Umweltverschmutzungen auf den Stoffwechsel dieser Mineralien.

## Hubbard-Brook-Forschungsstiftung
Die "Hubbard Brook Research Foundation" unterstützt die Arbeiten im Rahmen der "Hubbard Brook Ecosystem Study". Sie ist für Forschungen im Hubbard Brook Areal bestimmt. Durch die Stiftung wird der Unterhalt der Gebäude und Labors finanziert. Die Stiftung unterstützt auch den Transfer der Forschungsergebnisse in Politik und Öffentlichkeit.

## Jährliche Symposien
In jedem Sommer treffen sich Wissenschaftler für zwei Tage in Hubbard Brook um aktuelle Forschungen und die Ergebnisse ihrer Arbeit zu diskutieren. Etwa 150 Wissenschaftler und Studenten nehmen regelmäßig an den Veranstaltungen teil.